# Strzyżyna (przystanek kolejowy)
Strzyżyna – przystanek kolejowy we wsi Boska Wola w gminie Stromiec w województwie mazowieckim; w pobliżu Augustowa w gminie Grabów nad Pilicą. Według klasyfikacji PKP ma kategorię dworca lokalnego.

## Ruch pasażerski[2]
| Rok  | Wymiana pasażerska na dobę |
| ---- | -------------------------- |
| 2017 | 300-499                    |
| 2018 | 300-499                    |
| 2019 | 500-699                    |
| 2020 | 300-499                    |
| 2021 | 500-699                    |
| 2022 | 500-699                    |
| 2023 | 500-699                    |